# Code 93

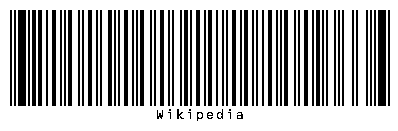
"WIKIPEDIA" in Code 93

Code 93 è un codice a barre progettata nel 1982 da Intermec per fornire una maggiore densità ed un miglioramento della sicurezza dei dati a Code 39. È una simbologia alfanumerica a lunghezza variabile. Il codice 93 viene utilizzato principalmente da Canada Post per codificare le informazioni di consegna supplementari. Ogni simbolo include due caratteri di controllo.
Ogni carattere Code 93 è largo nove moduli, e ha sempre tre barre e tre spazi, da cui il nome. Ogni barra e lo spazio sono da 1 a 4 moduli larghi.
Il Code 93 è progettato per codificare le stesse 26 lettere maiuscole, 10 cifre e 7 caratteri speciali come il Code 39:
A, B, C, D, E, F, G, H, I, J, K, L, M, N, O, P, Q, R, S, T, U, V, W, X, Y, Z
0, 1, 2, 3, 4, 5, 6, 7, 8, 9
-, ., $, /, +, %, SPACE.
Oltre a 43 caratteri, il Code 93 definisce 5 caratteri speciali (inclusi un carattere di start / stop), che possono essere combinati con altri caratteri per rappresentare in modo univoco tutti i 128 caratteri ASCII.

## Struttura di un Codice 93
Un tipico codici a barre 93 ha la seguente struttura:
- Un carattere di start *
- Messaggio codificato
- Primo modulo-47 - carattere di controllo "C"
- Secondo modulo-47 - carattere di controllo "K"
- Un carattere di stop *
- Barra di terminazione

## Struttura dettagliata
I 48 possibili simboli del Code 93 sono i seguenti. Esistono in realtà combinazioni che soddisfano le regole di codifica, ma si confondono con il simbolo di stop ed altre 7 che sono inutilizzate. I codici 43-46 possono essere prefissi ai valori alfanumerici per produrre tutti i 128 possibili codici ASCII.
| ID | Carattere | Larghezze | Binario   | ID             | Carattere      | Larghezze | Binario   |
| -- | --------- | --------- | --------- | -------------- | -------------- | --------- | --------- |
| 0  | 0         | 131112    | 100010100 | 28             | S              | 211122    | 110101100 |
| 1  | 1         | 111213    | 101001000 | 29             | T              | 211221    | 110100110 |
| 2  | 2         | 111312    | 101000100 | 30             | U              | 221121    | 110010110 |
| 3  | 3         | 111411    | 101000010 | 31             | V              | 222111    | 110011010 |
| 4  | 4         | 121113    | 100101000 | 32             | W              | 112122    | 101101100 |
| 5  | 5         | 121212    | 100100100 | 33             | X              | 112221    | 101100110 |
| 6  | 6         | 121311    | 100100010 | 34             | Y              | 122121    | 100110110 |
| 7  | 7         | 111114    | 101010000 | 35             | Z              | 123111    | 100111010 |
| 8  | 8         | 131211    | 100010010 | 36             | -              | 121131    | 100101110 |
| 9  | 9         | 141111    | 100001010 | 37             | .              | 311112    | 111010100 |
| 10 | A         | 211113    | 110101000 | 38             | SPACE          | 311211    | 111010010 |
| 11 | B         | 211212    | 110100100 | 39             | $              | 321111    | 111001010 |
| 12 | C         | 211311    | 110100010 | 40             | /              | 112131    | 101101110 |
| 13 | D         | 221112    | 110010100 | 41             | +              | 113121    | 101110110 |
| 14 | E         | 221211    | 110010010 | 42             | %              | 211131    | 110101110 |
| 15 | F         | 231111    | 110001010 | 43             | ($)            | 121221    | 100100110 |
| 16 | G         | 112113    | 101101000 | 44             | (%)            | 312111    | 111011010 |
| 17 | H         | 112212    | 101100100 | 45             | (/)            | 311121    | 111010110 |
| 18 | I         | 112311    | 101100010 | 46             | (+)            | 122211    | 100110010 |
| 19 | J         | 122112    | 100110100 | Start/Stop *   | Start/Stop *   | 111141    | 101011110 |
| 20 | K         | 132111    | 100011010 | (Reverse stop) | (Reverse stop) | 114111    | 101111010 |
| 21 | L         | 111123    | 101011000 | Non usato      | Non usato      | 411111    | 111101010 |
| 22 | M         | 111222    | 101001100 | Non usato      | Non usato      | 111132    | 101011100 |
| 23 | N         | 111321    | 101000110 | Non usato      | Non usato      | 111231    | 101001110 |
| 24 | O         | 121122    | 100101100 | Non usato      | Non usato      | 113112    | 101110100 |
| 25 | P         | 131121    | 100010110 | Non usato      | Non usato      | 113211    | 101110010 |
| 26 | Q         | 212112    | 110110100 | Non usato      | Non usato      | 213111    | 110111010 |
| 27 | R         | 212211    | 110110010 | Non usato      | Non usato      | 212121    | 110110110 |